# Bandeira de Nova Gales do Sul
A Bandeira de Nova Gales do Sul é um dos símbolos oficiais do Estado de Nova Gales do Sul, uma subdivisão da Austrália. A versão atual foi oficialmente aprovada pelo governo do estado em 1876. 

## Descrição
Seu desenho consiste em um retângulo com proporção largura-comprimento de 1:2. A bandeira é baseada no Pavilhão Britânico Azul com o símbolo do estado no campo azul. O emblema é um disco branco com a cruz de São Jorge. No centro da cruz há um leão dourado e, em cada braço da cruz, uma estrela dourada de oito pontas.
Esta bandeira foi adotada devido às críticas do Almirantado Britânico que o projeto anterior era demasiado semelhante ao da Bandeira de Victoria. O emblema estadual foi projetado pelo arquiteto Colonial e Capitão James Barnet Francis Hixson, um oficial reformado da Marinha Real Britânica. Embora talvez não tenha influenciado a concepção, é talvez uma versão simplificada do que foi o brasão de armas semi-oficial de Nova Gales do Sul na época. 

## História
A primeira bandeira de Nova Gales do Sul foi aprovada em 1867. Era também baseada no Pavilhão Britânico Azul com as letras  "NSW" que são as iniciais, em inglês de New South Wales, ou, em português, Nova Gales do Sul. As letras eram não-serifadas, escritas em branco e localizadas no centro do campo azul. A bandeira foi uma resposta à aprovação da Lei da Defesa Naval Colonial Britânica de 1865, na qual havia a obrigação de que todos os navios deveriam usar o Pavilhão Britânico Azul com o emblema ou o selo da colônia. Nova Gales do Sul aprovou, em seguida, um segundo pavilhão, em 1870 que era quase idêntico ao de Victoria. Esta bandeira foi também baseada no Pavilhão Britânico Azul com o "Distintivo do Governador" localizado no campo azul. O emblema era o cruzeiro do sul com estrelas douradas e um coroa imperial situada acima. A diferença entre este pavilhão e que da bandeira de Victoria era que as estrelas eram em ouro e o número de pontas variavam de cinco para nove pontas com cada estrela com um ponta voltada para a parte inferior.

## Simbolismo
- O Pavilhão Britânico é usado na bandeira de vários países da Commonwealth, inclusive a da própria Bandeira da Austrália, como símbolo dos laços com o Reino Unido.

- A Cruz de São Jorge e o leão são símbolos tradicionais da Inglaterra.